# Neotrombicula naultini
Neotrombicula naultini är en spindeldjursart som först beskrevs av Lionel Jack Dumbleton 1947.  Neotrombicula naultini ingår i släktet Neotrombicula och familjen Trombiculidae. Inga underarter finns listade i Catalogue of Life.